# Sternarchorhynchus mendesi
Sternarchorhynchus mendesi és una espècie de peix pertanyent a la família dels apteronòtids.

## Descripció
- Pot arribar a fer 19,2 cm de llargària màxima.[4][5]

## Hàbitat
És un peix d'aigua dolça, bentopelàgic i de clima tropical.

## Distribució geogràfica
Es troba a Sud-amèrica: conques dels rius San Juan i Guanipa (el nord-est de Veneçuela).

## Observacions
És inofensiu per als humans.